# Zamilovaný Burns
Zamilovaný Burns (v anglickém originále A Hunka Hunka Burns in Love) je 4. díl 13. řady (celkem 273.) amerického animovaného seriálu Simpsonovi. Scénář napsal John Swartzwelder a díl režíroval Lance Kramer. V USA měl premiéru dne 2. prosince 2001 na stanici Fox Broadcasting Company a v Česku byl poprvé vysílán 5. srpna 2003 na stanici ČT1.

## Děj
Simpsonovi navštíví čínskou restauraci, kde je Homer najat, aby psal texty čínských koláčků štěstí, protože si stěžuje, že současné věštby jsou nepředstavitelné. Jedna z jeho věštby říká: „Najdeš pravou lásku na Den vlajky.“. Tento koláček se dostane k panu Burnsovi shodou okolností v Den vlajky. Burns, jenž touží po tom, aby konečně našel pravou lásku, stráví spolu s neochotným Smithersem večer sukničkářstvím na bohaté společenské akci a ve striptýzovém klubu. Když do konce dne zbývají pouhé vteřiny, Burns zjistí, že policistka jménem Gloria jej pokutuje za špatné parkování, a on ji pozve na rande, které Glorie k Burnsově radosti a Smithersově nelibosti přijme. 
Po příjemném prvním rande se Burns zeptá na další schůzku, ale Glorie se ho chystá odmítnout, když kolem proběhne Homer. Burns ho požádá, aby se za něj před Glorií zaručil, a tak ji Homer obšťastňuje výčtem Burnsových četných výkonů. Poté, co Glorie souhlasí s druhým rande, Burns si Homera najme jako svého „poradce z mládí“, který dvojici doprovází na další schůzce v diskotékovém sále, a dokonce Burnse a Glorii vynese po schodech, když se jdou vyspat. V těchto případech Burns překonává svou slabost a extrémní věk pomocí silného afrodiziaka vyrobeného z výtažku váčkové lišky, druhu, který v 16. století existoval pouhé tři týdny. 
Nakonec se Burns během rande v Barneyho kuželkárně rozhodne požádat Glorii o ruku. Ta souhlasí. Když Burns odejde pro šampaňské na oslavu, přijde Haďák vykrást bowlingovou hernu a překvapeně spatří Glorii, z níž se vyklube jeho bývalá přítelkyně. Navzdory Gloriiným protestům ji Haďák unese i s Homerem. Když Burns najde Gloriin prsten, jejž ve zmatku upustila, předpokládá, že utekla s Homerem. Haďák vezme Glorii a Homera do svého úkrytu. Ačkoli Glorie tvrdí, že Burnse miluje, Haďák přísahá, že se může změnit. Přijíždí policie a Homer se pokusí utéct, ale místo toho zapálí Haďákův dům. Haďák a Homer se dostanou ven a Burns běží zachránit Glorii, avšak brzy je přemožen kouřem a Glorie je pak viděna, jak ho nese do bezpečí. Ačkoli je zpočátku vděčná, Glorie začne na Haďáka vzpomínat, což způsobí, že se s Burnsem rozejde a stane se opět Haďákovou dívkou.

## Produkce
Scénář k dílu napsal John Swartzwelder, režie se ujal Lance Kramer. Poprvé byl díl odvysílán ve Spojených státech 2. prosince 2001 na stanici Fox.

### Scénář
Mike Scully, jenž na epizodě pracoval jako vedoucí producent a showrunner, v audiokomentáři k dílu na DVD uvedl, že první věc, kterou se scenáristé při psaní epizody snažili vymyslet, bylo, jak do příběhu zapadne rodina Simpsonových. V první verzi dílu pracovala Glorie jako řidička kamionu s jídlem, později však byla tato skutečnost změněna tak, že místo toho pracovala jako policistka. Scully také uvedl, že ve scéně poté, co Homer vynese Burnse a Glorii po schodech, bylo původně hodně vtipů o tom, jak se Homer „stará o obchody“ za Burnse. Štáb se však rozhodl to vynechat, protože by to Homera udělalo „nesympatickým“. V epizodě je na poštovní schránce Haďáka napsáno „Snake (Jailbird)“, což je odkaz na debatu, kterou scenáristé vedli o tom, zda na Haďákově poštovní schránce bude napsáno „Snake“ nebo „Jailbird“. Původně měl díl končit tím, že si Burns vezme výtažek z váčkové lišky, nicméně při zhlédnutí části měli scenáristé pocit, že by tento konec byl „příliš pomalý“, a tak ho změnili na to, že se Glorie do Haďáka opět zamiluje.

### Animace
V audiokomentáři k epizodě na DVD Kramer uvedl, že vznikl problém, jakou barvou obarvit štěstí. Kramer chtěl, aby štěstí bylo bílé, zatímco jeden z jeho spolupracovníků navrhoval, aby bylo růžové. Kramer uvedl, že spolupracovník byl v čínské restauraci poblíž studia, kde měli růžové štěstí, a že proto navrhoval tuto barvu. Animátoři také zjistili, že je obtížné nakreslit pana Burnse šťastného. Kramer uvedl, že Burns byl „navržen tak, aby vypadal jako sup“ a tvářil se „pořád zle“, takže aby Burns vypadal šťastně a sympatičtěji, museli animátoři některé věci na Burnsově běžném vzhledu změnit, například Burnsovo obočí není po většinu dílu vidět. Obtížná byla i animace scény s panem Burnsem a Glorií na ruském kole, protože animátoři museli „udržovat vše v pohybu“. Ve scéně, kdy hoří Haďákův dům, se animátoři rozhodli oblohu obarvit na červeno, aby se v ní odrážel oheň a také aby byla scéna „trochu napínavější“.

### Obsazení
Julia Louis-Dreyfusová v epizodě hostovala v roli Glorie. V audiokomentáři na DVD k epizodě Al Jean uvedl, že práce s Louis-Dreyfusovou byla „naprostým potěšením“, a prohlásil, že „nejenže byla vtipná, ale dali byste jí třeba jeden návrh a ona by s ním udělala tři skvělé věci“. Číšníka v čínské restauraci nadaboval herec George Takei. Dan Castellaneta, který v seriálu dabuje mimo jiné Homera, nadaboval Woodyho Allena, jenž je vidět v místnosti, kde se píší koláčky pro štěstí, a diví se, co tam dělá. Poslíčka ztvárnil Karl Wiedergott, stálý dabér v seriálu Simpsonovi.

## Vydání
Po vydání 13. řady Simpsonových na DVD a Blu-ray dne 24. srpna 2010 získal díl pozitivní hodnocení kritiků. 
Nate Boss napsal pro Project:Blu příznivé hodnocení a popsal jej jako „zábavnou epizodu“, která je „zatím nejlepší v sezóně“.
Ron Martin ze serveru 411Mania se k epizodě také vyjádřil kladně, když napsal: „Výlevy pana Burnse a Homera, kteří se snaží namluvit mladou policistku, jsou přinejhorším zábavné, přinejlepším k popukání.“. Uvedl, že Haďák je „vítanou vedlejší postavou“ a že díl je nejlepší z prvního disku 13. sezóny Simpsonových na DVD.
Jennifer Malkowski z DVD Verdict udělila epizodě hodnocení B+ a napsala, že vrcholem epizody je „Burnsova reakce při vstupu do striptýzového klubu“ a „koláček štěstí, na který Homer napíše: ‚Vzruší tě reklama na šampon‘.“
Colin Jacobsson pro DVD Movie Guide uvedl, že ačkoli není tak dobrá jako předchozí epizoda Homer barmanem, Zamilovaný Burns je stále „poměrně solidní“. Líbily se mu části týkající se koláčků štěstí a uvedl, že „Burnsovy pokusy dvořit se mnohem mladší ženě dopadly docela dobře“. Svou recenzi uzavřel slovy, že „se objeví dost úsměvů a pousmání, aby to byla příjemná podívaná“.
Adam Rayner z Obsessed With Film ve své recenzi 13. série Simpsonových napsal, že vystoupení Julie Louis Dreyfusové v této epizodě bylo „pravděpodobně nejlepší cameo řady“.